# Xenotilapia nasus
Xenotilapia nasus är en fiskart som beskrevs av De Vos, Risch och Thys van den Audenaerde, 1995. Xenotilapia nasus ingår i släktet Xenotilapia och familjen Cichlidae. IUCN kategoriserar arten globalt som otillräckligt studerad. Inga underarter finns listade i Catalogue of Life.